# Flintoconis gozmanyi
Flintoconis gozmanyi là một loài côn trùng trong họ Coniopterygidae thuộc bộ Neuroptera. Loài này được Sziráki miêu tả năm 2007.